# Mentha aquatica
La menta acuática (Mentha aquatica) es una planta perenne del género Mentha, común por toda Europa, excepto en el extremo norte.

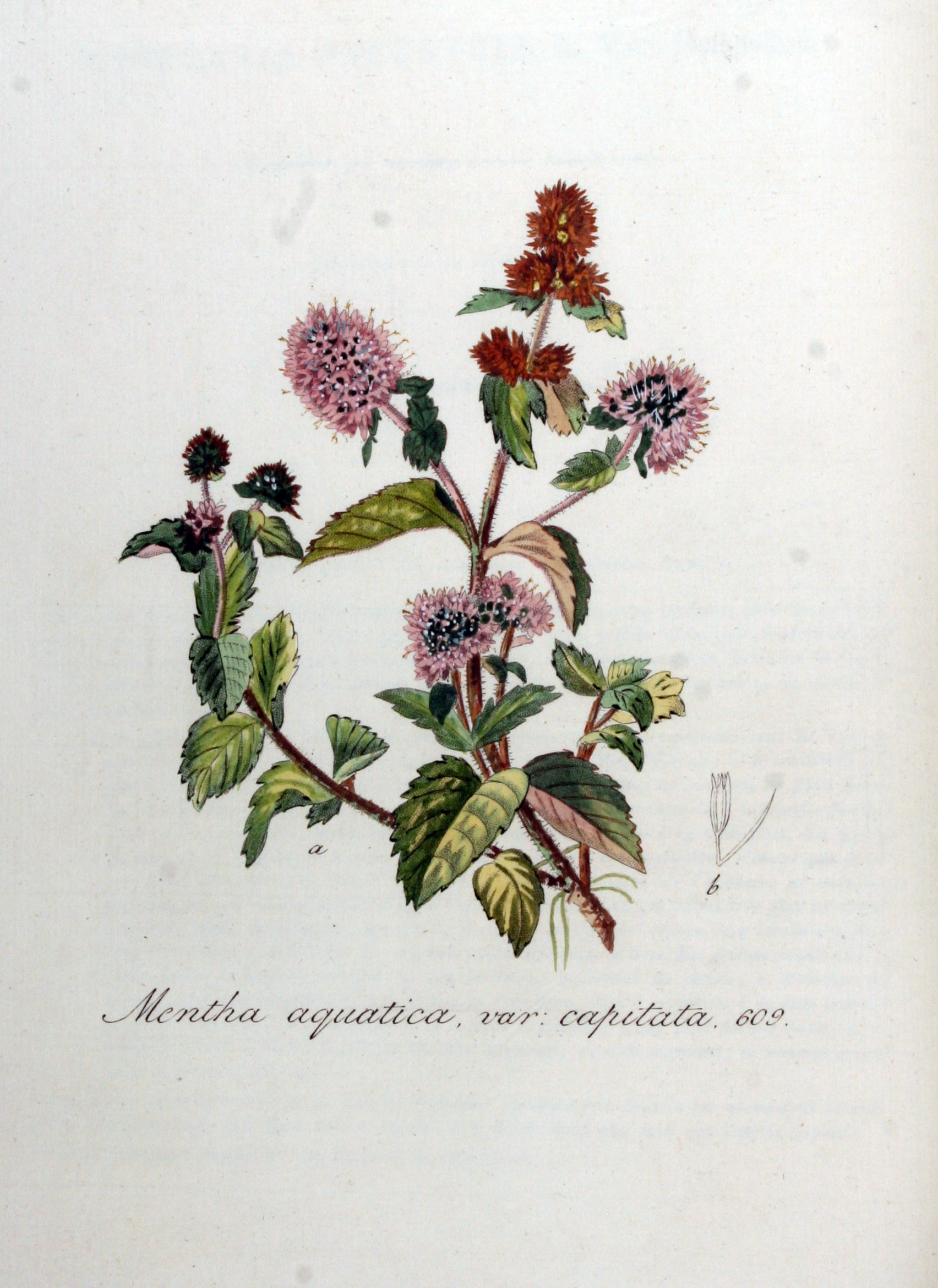
Ilustración

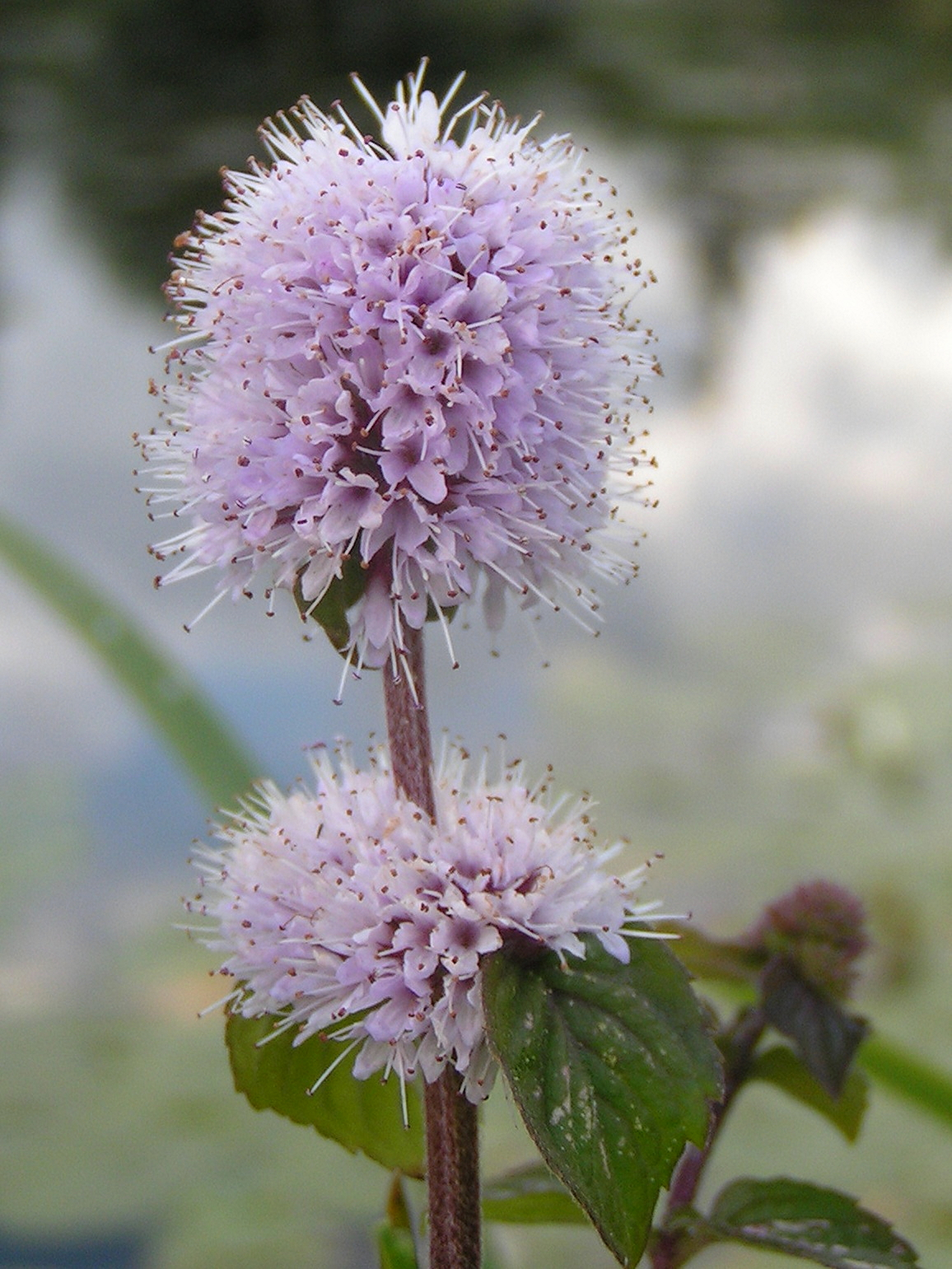
Inflorescencia

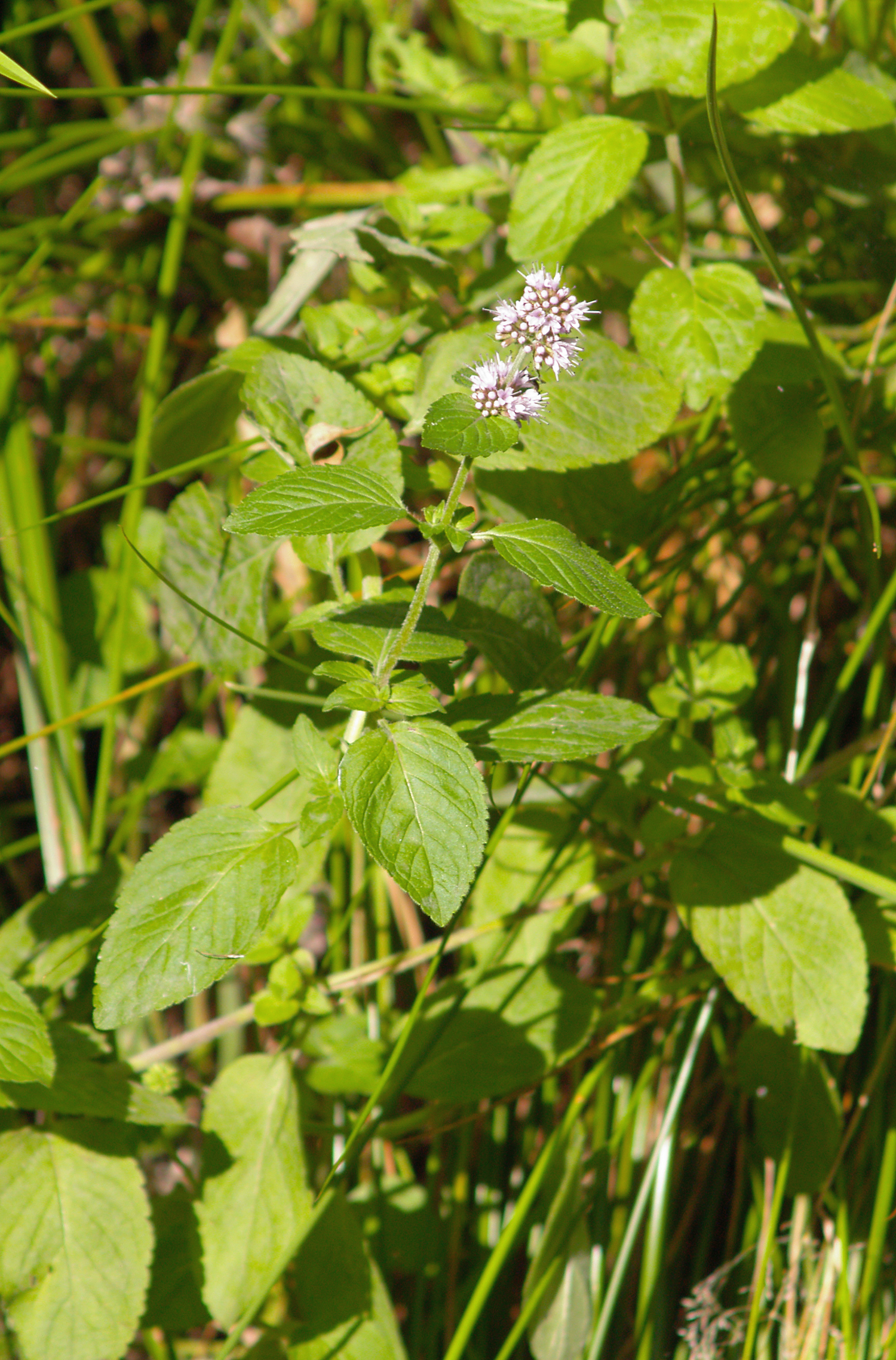
Vista de la planta

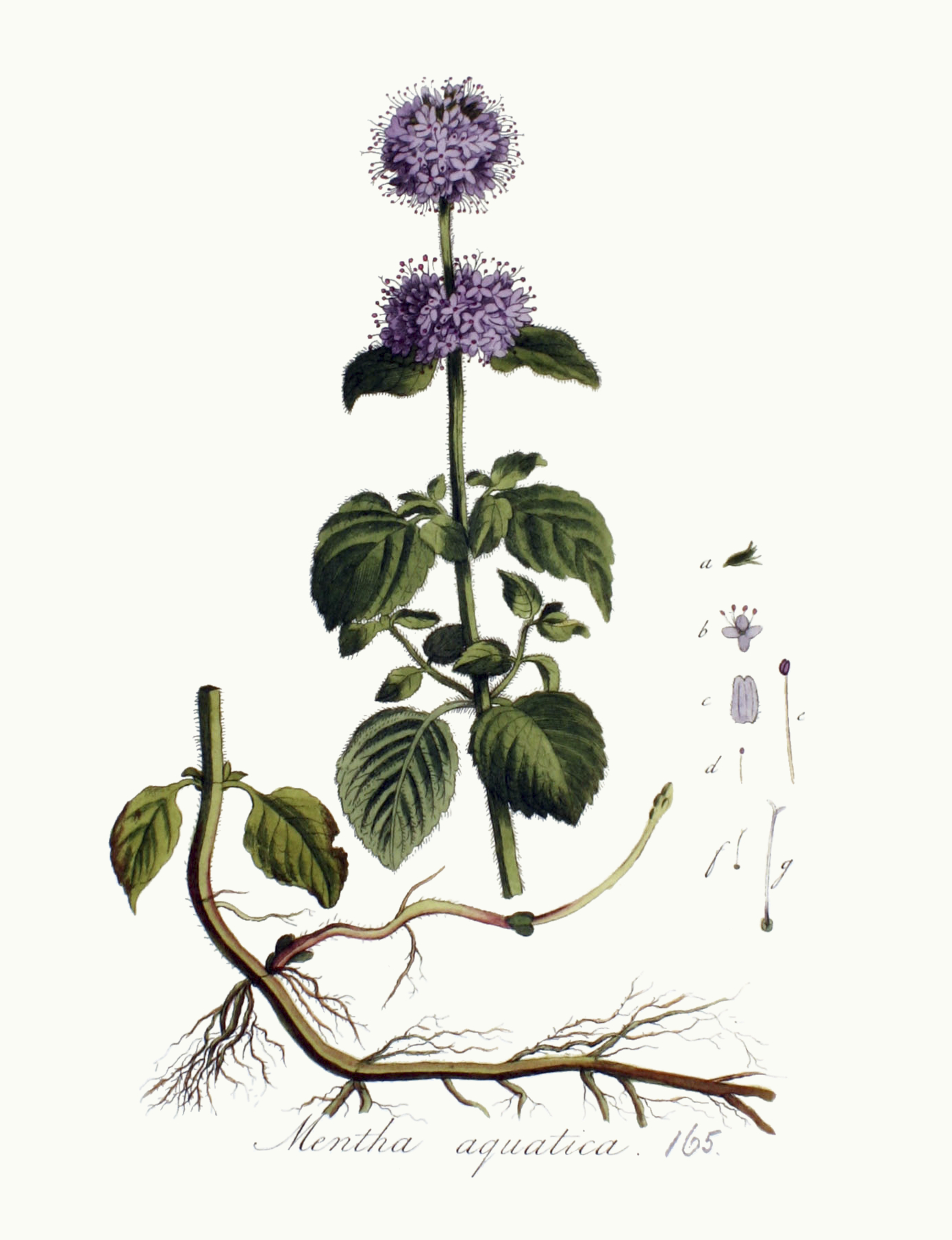
Ilustración

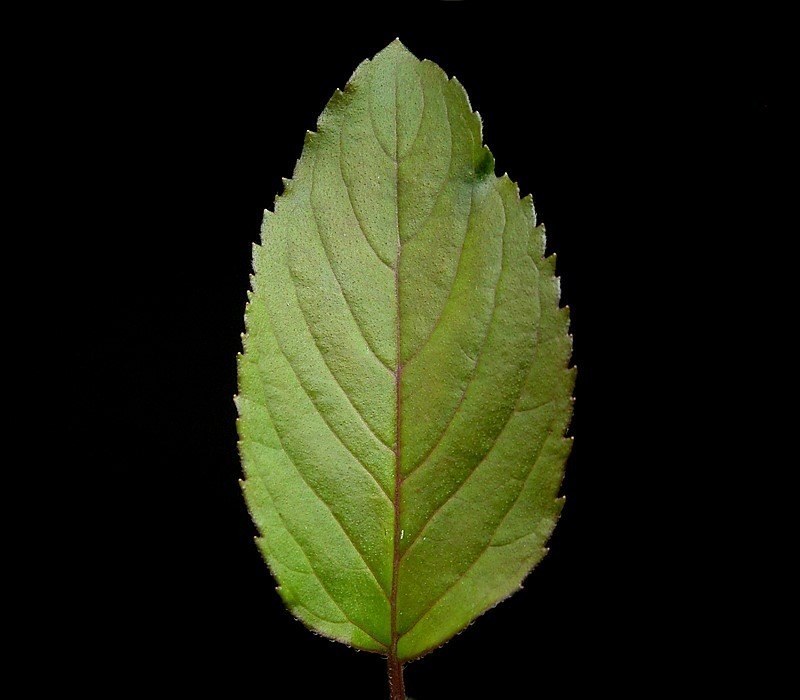
Detalle de la hoja

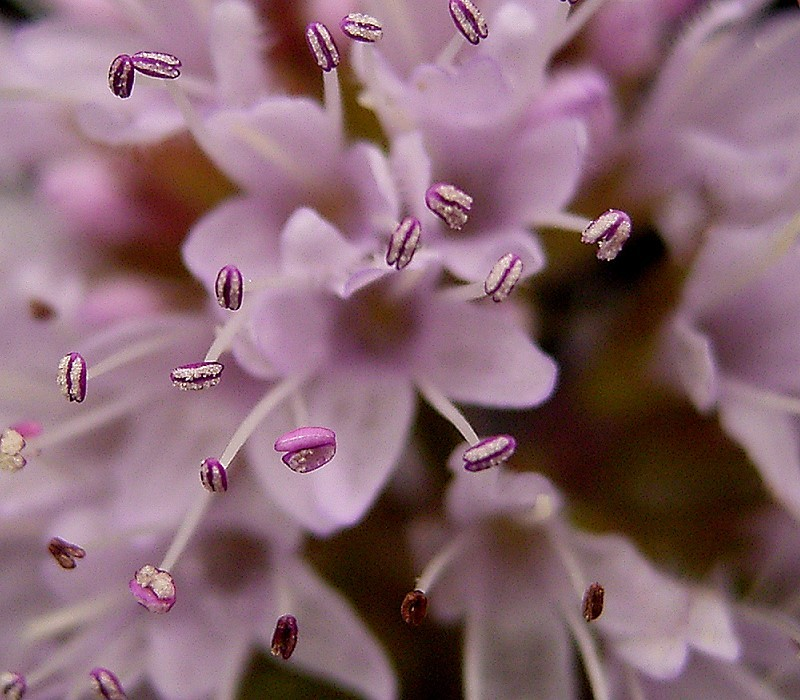
Detalle de la flor

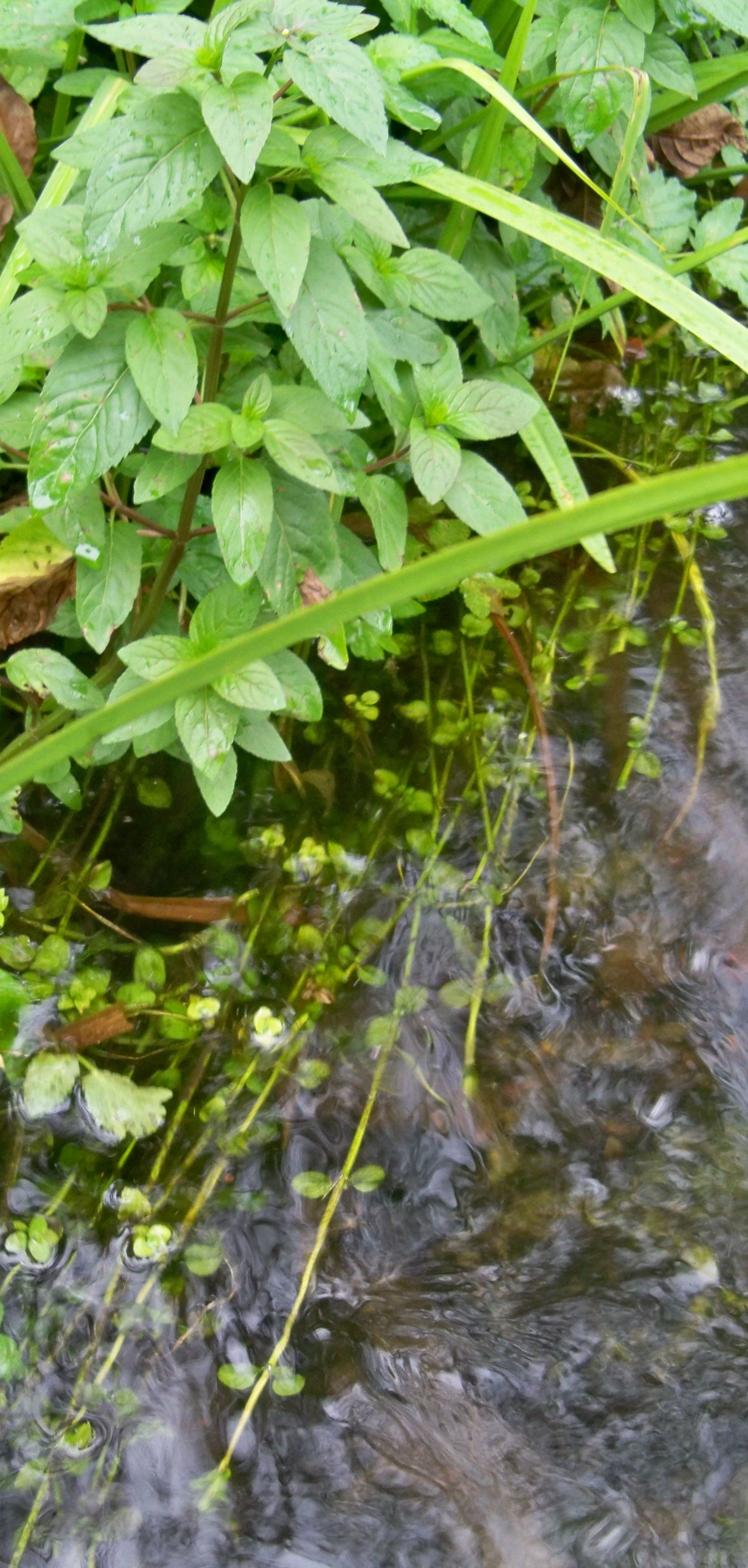
En su hábitat

## Descripción
Crece alrededor de 90 cm de altura, aunque puede alcanzar 1,5 m cuando es soportada por vegetación más alta, y tiene un característico aroma a menta. Las hojas son ovadas a ovado-lanceoladas, verdes (a veces purpúreas), opuestas, suaves, venadas pueden tener pilosidad o ser glabra. Los tallos son frecuentemente de color púrpura. Las flores son pequeñas, densas, tubulares, de color rosado a lila. Florece de julio a septiembre. Es polinizada por insectos, aunque se puede propagar fácilmente por cortes de raíces, como otras especies de menta.

## Distribución y hábitat
Como su nombre sugiere, vive en las márgenes de canales y arroyos, ríos, embalses y diques. Si la planta crece en el agua, logrará emerger. Generalmente prospera en suelos medio ácidos a calcáreos.
Se la cruza con Mentha spicata, (sin. M. viridis) para producir Mentha × piperita, un híbrido estéril.

## Historia
El uso medicinal de la menta acuática es viejo, como lo demuestra su presencia en la Capitulare de villis vel curtis imperii, una orden emitida por Carlomagno que reclama a sus campos para que cultiven  una serie de hierbas y condimentos incluyendo "sisimbrium" identificada actualmente como Mentha aquatica.

## Propiedades medicinales
Se usa popularmente como emenagogo, carminativo, emético, estimulante y astringente.
Con esta hierba, de fuerte aroma, se hacen infusiones tónicas y estimulantes. Se utiliza también para aromatizar ciertos licores y para dar gusto a algunos guisos.

## Taxonomía
Mentha aquatica fue descrito por Carlos Linneo y publicado en Species Plantarum 2: 576. 1753.
Citología
Número de cromosomas de Mentha aquatica (Fam. Labiatae) y táxones infraespecíficos: 2n=96
Etimología
Etimológicamente Mentha deriva del latín mintha, nombre griego de la ninfa Minta hija de Cocito (humo infernal), amante de Plutón.
aquatica: epíteto latíno que significa "acuática".
Sinonimia
- Mentha acuta Strail
- Mentha braunii Oborny
- Mentha capitata Opiz
- Mentha hirsuta Huds.
- Mentha litoralis (Hartm.) Newman
- Mentha ortmanniana Opiz
- Mentha riparia Schreb.[6]
- Marrubium aquaticum (L.) Uspensky
- Mentha acutata Opiz
- Mentha affinis Boreau
- Mentha aromatica Opiz ex Déségl.
- Mentha augusta Opiz ex Déségl.
- Mentha auneticensis Opiz
- Mentha aurita Weihe ex Fresen.
- Mentha avellinii Tod. ex Bertol.
- Mentha avellinii Tod. ex Lojac.
- Mentha brachiata Weihe ex Fresen.

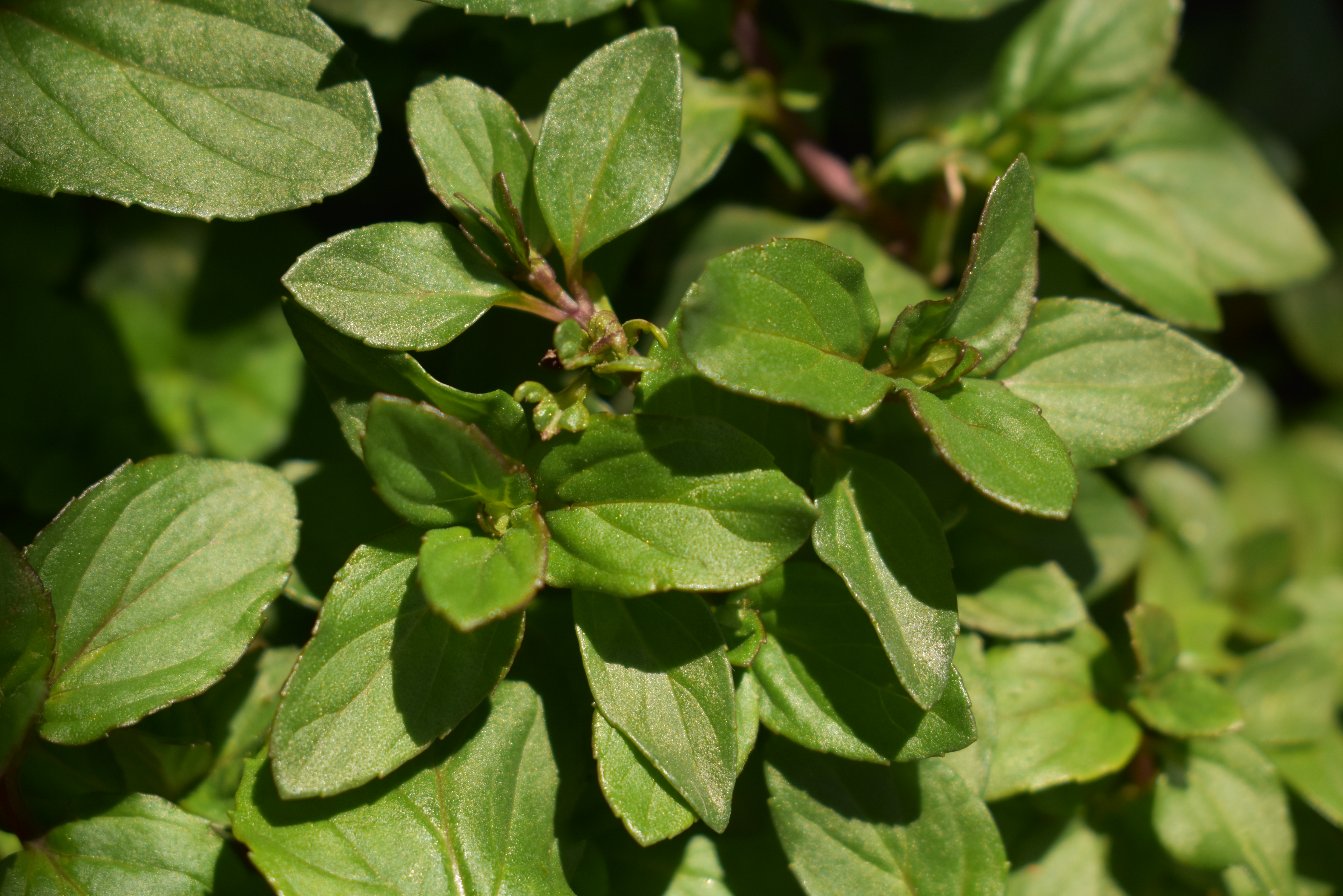
Planta de Menta Acuática Mexicana.

- Mentha bugulifolia Weihe ex Fresen.
- Mentha calaminthifolia (Vis.) Heinr.Braun
- Mentha cetica Heinr.Braun
- Mentha chaixii Strail
- Mentha cordata Jan ex Nyman
- Mentha crenatodentata Strail
- Mentha denticulata Strail
- Mentha deseglisei Malinv.
- Mentha dubia Chaix ex Vill.
- Mentha dumetorum var. natalensis Briq.
- Mentha dunensis Strail
- Mentha duriuscula Heinr.Braun & Topitz
- Mentha duriuscula (Heinr.Braun & Topitz) Trautm.
- Mentha elongata (Pérard) Heinr.Braun
- Mentha eriantha K.Koch
- Mentha glabra Colla
- Mentha glomerata Stokes
- Mentha grandidentata Strail
- Mentha hirta Caldas
- Mentha hybrida Aresch.
- Mentha hygrophila Topitz
- Mentha hystrix Heinr.Braun
- Mentha incisoserrata Strail
- Mentha intermedia Host
- Mentha × intricata Debeaux
- Mentha lateovata Strail
- Mentha latifolia Nolte ex Hornem.
- Mentha limicola Strail
- Mentha limnetes (Topitz) Trautm.
- Mentha limosa (Schur) Heinr.Braun
- Mentha littoralis Strail
- Mentha lloydii Boreau
- Mentha lobeliana (Becker) Heinr.Braun
- Mentha macrocephala Strail
- Mentha macrophylla Waisb. ex Trautm.
- Mentha microcephala Strail
- Mentha nederheimensis Strail
- Mentha nepetifolia Lej.
- Mentha nigrescens Weihe ex Fresen.
- Mentha obliqua Raf.
- Mentha obtuseserrata Opiz ex Malinv.
- Mentha obtusifolia Opiz ex Déségl.
- Mentha origanoides Ten.
- Mentha origanoides Lej. ex Fingerh.
- Mentha paludosa Sole
- Mentha palustris Mill.
- Mentha pedunculata (Pers.) Poir.
- Mentha pireana Strail
- Mentha polyanthetica (Topitz) Trautm.
- Mentha probabilis Schur
- Mentha purpurea Host
- Mentha pyrifolia Heinr.Braun
- Mentha pyrifolia A.Kern.
- Mentha ramosissima Strail
- Mentha ranina Opiz
- Mentha rauscheri Topitz
- Mentha rudaeana Opiz
- Mentha sativa Sm.
- Mentha soleana Strail
- Mentha stagnalis Topitz
- Mentha stolonifera Opiz
- Mentha × suavis var. avellinii (Tod. ex Bertol.) Nyman
- Mentha subspicata Weihe ex Fresen.
- Mentha subthermalis Trautm.
- Mentha tinantiana Lej. ex Malinv.
- Mentha trojana Heinr.Braun
- Mentha umbrosa Opiz
- Mentha urticifolia Ten.
- Mentha viennensis Opiz
- Mentha weiheana Opiz
- Mentha weissenburgensis F.W.Schultz ex Nyman[7]

## Nombre común
Almaro, hierbabuena, hierba buena de agua, hierbabuena morisca, hierbabuena rizada, hierba morisca, hierba rizada, hierba sana, hortolana de perro, mastranzos de agua, menta, menta acuática, menta de agua, menta blanca, menta de río, menta rizada, poleo de río, poleos, presta, sándalo (2), sándalo colorado, sándalo de agua, sándalo de jardín, sándalo macho, sándalo real, sándara, sisymbrio, té, té bravo, té de la vega, té de prado, té de río, té de vega, té moruno, yerbabuena, yerba buena, yerba buena aquatica, yerba buena de agua, yerba buena del agua, yerba buena de las huertas, yerba buena morisca, yerba buena morisca de jaraba, yerba buena murciana, yerba buena rizada, yerbasanta.